# 도가머리딱따구리
도가머리딱따구리(영어: pileated woodpecker)는 북미에 자생하는 대형 딱따구리 종이다. 충식성이며, 동부의 낙엽수림, 오대호 부근, 캐나다의 북방수림, 그리고 태평양 해안의 일부 지역에 서식한다. 미국의 딱따구리 중(멸종된종 포함) 흰부리딱따구리 (멸종됨)다음으로 크다.

## 같이 보기
- 흰부리딱따구리
- 까막딱따구리
- 황제딱따구리